# Abbaye Notre-Dame de Sézanne
L'abbaye Notre-Dame des Bois de Sézanne porta d'abord le nom de Notre-Dame des Bois de Bricot (Beata Maria in Bosco), abbaye de bénédictines fondée primitivement vers 1104 ou 1150, selon les auteurs, sur la paroisse de Bricot-la-Ville, aujourd'hui hameau de Châtillon-sur-Morin entre Sézanne et Esternay, puis s’installa rue Saint-Pierre, près de la porte de la Juiverie à Sézanne en 1629.

## Histoire

### Notre-Dame de Bricot
C'est une abbaye de bénédictines, sur l'ancienne commune de Bricot-la-Ville ou Bricot-aux-Nonains, peut-être fondée selon Robert de Hesseln par la princesse Constance vers 1104. Selon Édouard André, elle est plutôt fondée en 1150 par Pierre de Celle et Hersende du Bricot, comme une sorte de prieuré dépendant de l'abbaye Saint-Pierre de Montier-la-Celle.
L'abbaye bénéficie de la générosité d'Henri Ier, comte de Champagne, qui obtient en 1163 que l'abbaye Saint-Pierre de Montier-la-Celle renonce à tous les droits qu'elle exerce sur le monastère ou sur ses possessions. La fondation est confirmée dans une charte de Garnier, évêque de Troyes en 1196. Une bulle du pape Innocent III la consacre en 1208. Blanche de Navarre, comtesse de Champagne et son fils Thibaut IV de Champagne sont les principaux et plus puissants bienfaiteurs. Le monastère ne connait pas un grand développement.
A la fin XIIIe siècle, la discipline monastique se relâche un peu partout en France. Une admonestation est adressée à l'abbesse Jeanne de la Hure par l'official diocésain en 1449.
La guerre de Cent Ans fait diminuer notablement ses revenus et réduire le nombre des religieuses. Les guerres de Religion menacent son existence. En 1567, les huguenots causent ruine et désolation. Les religieuses quittent le monastère. Des bandes de malfaiteurs s'organisent à la faveur de la confusion des partis et de l'anarchie régnante, et se mettent à dévaster les villages, à rançonner les voyageurs, les gens de justice et d'Église. La forêt de la Traconne devient le principal repaire de ces brigands. L'abbesse Charlotte le Boullanger obtient, le 25 novembre 1596, d'Henri IV, en faveur de son monastère, de précieuses lettres de sauvegarde, qui le place désormais sous la protection directe du roi, et doivent le mettre à l'abri des excès des routiers.
A la fin XVIe siècle, les bâtiments tombent complètement en ruines. L'abbaye demeure pendant plusieurs années complètement abandonnée, et le culte suspendu reprend en 1622. Seulement 5 religieuses y vivent. La situation du lieu ne parait pas assez sûre pour induire une reconstruction reconnue indispensable. L'abbesse Paule de Guédon entame avec la ville de Sézanne des négociations pour venir s'y installer. L'abbaye suit la règle suivie au Paraclet, celle de saint Benoît, modifiée et adoucie. L'abbaye de Bricot est démolie en 1653-1654.

### Notre Dame de Sézanne
Les religieuses achètent à grand prix un vaste terrain avec l'autorisation du conseil de ville pour s'y installer, accordée le 25 novembre 1627, accompagnée de celle de René Breslay, évêque de Troyes, le 21 décembre, puis la confirmation royale de Louis XIII en février 1629. Le 1er juillet de la même année l'abbesse s'y installe avec trente religieuses alors que les constructions ne sont pas encore terminés.
Elles sont reçues à Sézanne à condition d'instruire gratuitement les jeunes filles indigentes, obligation qu'elles convertissent plus tard en une distribution de soupe faite aux pauvres tous les jours.
En 1638, la première pierre de l'église abbatiale est posée. Vers 1644, on construit le logement de l'abbesse, l'infirmerie et le noviciat.
Il y trente religieuses dans le monastère en 1638, 43 religieuses en 1668, 30 vers 1729, année où l'abbaye reçoit, pour les instruire, des jeunes filles pensionnaires, au nombre de douze. Mais l'abbaye décline peu à peu. On ne compte plus que onze religieuses professes vers 1738, neuf en 1750, puis six.
Le 13 février 1790, l'Assemblée constituante prononce l'abolition des vœux monastiques et la suppression des congrégations religieuses. Les 17 religieuses qui y vivent encore, suivant strictement la règle, sont dispersées. L'abbaye ferme le 16 septembre 1792.

## Abbesses
Les abbesses sont appelées Madame
- 1150 : Hersende
- ~ 1163 : Huldéarde
- ~ 1196 : Ida
- ~ 1250 : Emmeline
- ~ 1275 : Marguerite
- avant 1395 : Colette
- ~ 1450-1470 : Jeanne de la Hure ou de la Heuse
- 1497-1515 : Louise de Blou

### Abbesses commendataires
À partir du Concordat de Bologne, commence la série des abbesses commendataires et seigneurs temporels, nommé par le roi :
- 1517-1524 : Catherine de Tourcy
- 1527 : Isabelle de Givry (†1534)
- 1534 : Réginalde de Danailli
- 1548 : Anne de Butor, permuta, en 1549 ou 1550 avec l'abbesse de Saint-Étienne de Soissons
- 1550 : Étiennette de Duyt (†1552)
- 1552 : Marie d'Humblières
- 1568 : Madeleine Desprez
- 1578 : Marguerite Desprez
- 1588 : Gabrielle de Marle, venant de l'abbaye Notre-Dame de La Barre de Château-Thierry, résignation en faveur de Charlotte Le Boullanger,
- 1595-1618 : Charlotte Le Boullanger (†1653), religieuse bernardine
- 1618-1644 : Paule de Guédon (-†1644), fille de Jacques de la Rouère de Guédon, vicomte de Saconay et de Jeanne de Marmiers, religieuse venant d'Andecy.
- 1644-1667 : Gabrielle de Guédon (-†1667), sœur de la précédente.
- 1667-1729 : Marie Raguier de Poussé (-†1729), fille de Gaspard Raguier, baron de Poussey et de Claire de la Rouère de Guédon, nièce des deux précédentes
- 1729-1737 : Marie-Françoise Berthe d'Étampes (-†1758), abbesse de Notre-Dame-du-Réconfort
- 1737-1738 : Anne-Françoise de Melun d'Epinoy (née en 1690 † après octobre 1759), fille de Guillaume de Melun marquis de Richebourg, se démit de ses fonctions et fut transférée à Saint-Pierre de Lyon.
- 1738-1756 : Marie- Anne de Monceaux d'Auxy (†1756 ou 57).
- 1757-1769 : Marie Le Sage de Serrières (†1769 ou 1770), fille naturelle de Charles de Rohan-Soubise
- 1770-1790 : Charlotte-Gabrielle-Abelle de Blacons, religieuse à l'abbaye bénédictine de Notre-Dame des-Colonnes, à Vienne

## Prieures et autres officières
Les officières chargées de l'administration du monastère sont l'abbesse, la prieure, élue par les religieuses, la cellérière, chargée de la gestion des biens de l'abbaye, la trésorière, la dépositaire. En cas de vacance du siège ou d'absence de l'abbesse, les affaires de la communauté sont gérées au nom du monastère, soit par la trésorière, soit par la prieure.
- ~ 1548 : Marie d'Apvril, prieure; Françoise d'Apvril, trésorière
- 1619-1628 : Catherine Des Massues, religieuse professe de l'abbaye d'Andecy, venant du Paraclet, prieure claustrale et coadjutrice auprès de Paule de Guédon ; Gabrielle de Guédon, sous-prieure, Charlotte de Chenu, cellerière, Louise d'Arzillemont, chantre, et Marguerite de Cambrai, sacristine
- avant 1644 : Gabrielle de Guédon, prieure.
- 1668 : Françoise de Champagne, prieure.
- 1683 : Antoinette de Champagne, prieure, Anne Ayman, sous-prieure, Louise Cadet, dépositaire
- 1729 : Fricard, prieure, Louvat, sous-prieure
- 1738 : Marguerite de Bermen, prieure, Catherine de Dampierre

## Reliquaires
- Sainte Sotère († 304), vierge et martyre sous Dioclétien à Rome
- Saint Éleuthère et saint Rustique, martyrisés avec lui
- Saint Prémien, martyr

## Union
Par décision de Claude-Mathias-Joseph de Barral, évêque de Troyes, le titre du prieuré de Sainte Scholastique de Rosières fut supprimé, le 12 juillet 1763. Ses droits, biens et revenus furent incorporés pour un tiers à l'abbaye du Bricot
La communauté de bénédictines de Tréfols, dite des Huit-Dames est réunie avec l'abbaye de Sézanne.

## Patrimoine foncier
Après avoir acquis ses diverses propriétés sur le territoire de Châtillon-sur-Morin, Notre-Dame-des-Bois en acquit aussi sur le territoire de Seu. En 1218, un testament apporte aux religieuses du Bricot une vigne, dite de Pierre-Longue, et une maison, à Châtillon-sur-Morin. L'abbaye eut à défendre droits et propriétés contestés par les seigneurs locaux tout au long de son existence. L'abbaye de Saint-Martin de Tours accorde vingt arpents de terre, dans la forêt de Saint-Médard, en 1232. Le monastère du Bricot devient possesseur d'une tuilerie près de Châtillon en 1292.
L'abbaye de Bricot tirait de Sézanne une notable partie de ses ressources. Elle jouissait d'un four banal dans Sézanne et le droit de couper du bois pour son usage dans la forêt de la Traconne. Elle perçoit un droit annuel sur le tonlieu de Sézanne; Vingt ou trente maisons rue de Crodon lui payaient une rente, et d'autres immeubles lui appartenaient encore au faubourg Goyer et dans différents quartiers.
Une déclaration des biens de l'abbaye établie en 1640 nous indique ses principales ressources : les terres labourables et les prés au Bricot, un petit bouquet de bois autour de ses anciens bâtiments et un autre appelé le Pré-Pâquet, des métairies ou fermes à Boulages, Châtillon-sur-Morin, Gaye et Seu, une petite pièce de vigne à Barbone, soixante arpents de broussailles à La Forestière, les dîmes de Châtillon-sur-Morin une année sur trois, quatre setiers annuels de froment à Esternay, treize livres de rentes à la Chapelle-Lasson ; d'autres rentes à Vindey, des droits divers à Rouilly, Sancy, Villegruis, le droit de chauffage dans la forêt de la Traconne et des jardins et maisons à Sézanne, principalement dans la rue Saint-Pierre. Les religieuses de Notre-Dame jouissaient aussi, depuis très longtemps, des droits de pâturage et d'usage dans les bois de la Traconne. Louis XIV leur confirma les droits antiques d'usage, de pâturage et de pannage qu'elles exerçaient, en vertu de privilèges octroyés par les comtes de Champagne ou par ses prédécesseurs, dans la forêt de la Traconne. Les bois qu'elles en tiraient, soit pour leurs constructions, soit pour leur chauffage, avaient l'avantage d'entrer dans la ville de Sézanne en franchise.

## Droit de patronage et dîmage
L'abbaye a le droit d'élire et de pourvoir aux cures des églises dont elle est patron, de prêtres qu'elles présentent à l'ordination de l'évêque diocésain, droit de patronage, de présentation à l’évêque et de nomination d'un desservant aux églises ou cures (paroisses) où il percevait les grosses dîmes : Châtillon-sur-Morin (1196).
En retour, certains devoirs lui incombent : elle est chargée de défendre les intérêts de la paroisse et d'en nourrir les pauvres.